# Velký Rybník
Velký Rybník (deutsch Groß Rybnik) ist eine Gemeinde in Tschechien. Sie liegt sieben Kilometer südwestlich von Humpolec und gehört zum Okres Pelhřimov.

## Geographie
Velký Rybník befindet sich im Tal des Kopaninský potok in der Böhmisch-Mährischen Höhe. Nördlich des Ortes verläuft die Staatsstraße 34 / E 551 zwischen Pelhřimov und Humpolec. Östlich liegt das Tal des Jankovský potok, in dem noch Flussperlmuscheln leben.
Nachbarorte sind Kletečná im Norden, Záhoří im Nordosten, Mladé Bříště im Osten, Pazderny und Zachotín im Südosten, Žirov und Rybníček im Süden, Útěchovičky im Südwesten, Onšovice im Westen sowie Milotice und Šimonice im Nordwesten.

## Geschichte
Die erste urkundliche Erwähnung des auf einer alten Teichstatt angelegten Dorfes Rybnik Major stammt aus dem Jahre 1379. Velký Rybník gehörte zu dieser Zeit zur Herrschaft Řečice und kam nach deren Teilung 1454 zur Herrschaft Pelhřimov. Nach der Wiedervereinigung mit der Herrschaft Řečice wurde das Dorf 1571 wieder ein Teil davon.
Nach der Ablösung der Patrimonialherrschaften entstand 1850 die Gemeinde Velký Rybník, zu der ab 1928 noch der Ortsteil Kletečná 2.díl (Kletetschna 2. Anteil) und die Einschichten Rousínov und Jonášův Mlýn gehörten. 1976 erfolgte die Eingemeindung von Dehtáře einschließlich Milotice, Vadčice und Onšovice. Am 1. Januar 1980 wurde Velký Rybník an Pelhřimov angeschlossen. Seit 1990 besteht die Gemeinde Velký Rybnik wieder.
In den Jahren 1939, 1966 und 1988 führten Hochwasser des Kopaninský potok zu Überschwemmungen im Dorf. Nach einem Starkregen am 23. Mai 2005 wurde Velký Rybník erneut überflutet.

## Gemeindegliederung
Für die Gemeinde Velký Rybník sind keine Ortsteile ausgewiesen.

## Sehenswürdigkeiten
- Kapelle des Hl. Johannes von Nepomuk am Dorfplatz